# Villers-lès-Mangiennes
Villers-lès-Mangiennes är en kommun i departementet Meuse i regionen Grand Est (tidigare regionen Lorraine) i nordöstra Frankrike. Kommunen ligger i kantonen Spincourt som tillhör arrondissementet Verdun. År 2022 hade Villers-lès-Mangiennes 71 invånare.

## Befolkningsutveckling
Antalet invånare i kommunen Villers-lès-Mangiennes
| Referens: INSEE |